# NGC 5758
NGC 5758 (również PGC 52787 lub UGC 9524) – galaktyka eliptyczna (E-S0), znajdująca się w gwiazdozbiorze Wolarza. Odkrył ją Lewis A. Swift 6 czerwca 1886 roku. Jest to galaktyka z aktywnym jądrem typu LINER.